# Giovanni Bersani
Giovanni Bersani (ur. 22 lipca 1914 w Bolonii, zm. 24 grudnia 2014 tamże) – włoski polityk i związkowiec, wieloletni parlamentarzysta krajowy i poseł do Parlamentu Europejskiego.

## Życiorys
Ukończył studia prawnicze i politologiczne na Uniwersytecie Bolońskim, w 1999 uzyskał na tej uczelni doktorat honoris causa. Od 1943 walczył w siłach katolickich w ramach ruchu oporu. W latach 70. był założycielem i prezesem Ruchu Robotników Chrześcijańskich, został też wiceprzewodniczącym Stowarzyszenia Chrześcijańskich Robotników Włoskich. Działał też w zrzeszeniach kooperatyw rolniczych i budowlanych jako szef na poziomie prowincji i regionu. W 1972 założył Comitato Europeo per la Formazione e l'Agricoltura, organizację pozarządową zajmującą się m.in. wsparciem rolnictwa w Afryce Subsaharyjskiej, Ameryce Południowej i na Bałkanach. W 1997 utworzył promującą współpracę międzynarodową Fondazione Nord Sud, która przyjęła jego imię po śmierci założyciela. Działał też w Akcji Katolickiej.
Zaangażował się w działalność polityczną w ramach Chrześcijańskiej Demokracji. Od 1948 do 1976 był członkiem Izby Deputowanych II, II, IV, V i VI kadencji, następnie do 1979 zasiadał w Senacie VII kadencji. W latach 1952–1954 sekretarz stanu w ministerstwie pracy i zabezpieczenia społecznego.
Od 1960 do 1989 pozostawał posłem do Parlamentu Europejskiego, w 1979 i 1984 wybierano go w wyborach bezpośrednich. Przystąpił do grupy Europejskiej Partii Ludowej, trzykrotnie zasiadał w prezydium frakcji, był także wiceprzewodniczącym samego parlamentu. Kierował Delegacją ds. Relacji z państwami Afryki, Karaibów i Pacyfiku oraz Komisją ds. Rozwoju i Współpracy (1979–1987), należał też m.in. do Komisji ds. Stosunków Gospodarczych z Zagranicą oraz Komisji ds. Socjalnych i Zatrudnienia.
Pod koniec życia poruszał się na wózku inwalidzkim. Zmarł w wieku 100 lat w Bolonii.

## Odznaczenia
Kawaler Krzyża Wielkiego Orderu Zasługi Republiki Włoskiej (1994). Otrzymał też odznaczenia od organizacji skupiających różne państwa afrykańskie. Był m.in. nominowany do Pokojowej Nagrody Nobla.